# Шадрван у Приштини
Шадрван је мермерна фонтана која се налази у Приштини у Републици Србији. 

## Опште информације
Ова фонтана је типичан пример османске архитектуре, а налази се између Чаршијске џамије и музеја Косова и Метохије у Приштини.  
Једина је преостала фонтана у граду од преко педесет колико их је некада постојало. Поред извора питке воде, Шадрван се традиционално користио за ритуално верско пречишћавање.